# David Barbero
David Barbero Pérez (1944- ) es un escritor y periodista español.
David Barbero es un relevante periodista y escritor cuya labor ha sido reconocida con varios premios, entre los que destacan el premio "Calderón de la Barca" del Ministerio de Cultura obtenido en 1991 y el premio "Francisco Avellaneda" del Gobierno Vasco obtenido el 1990. Como periodista ha venido trabajando dentro de la redacción de Euskal Telebista (la televisión Vasca), habiendo sido redactor jefe de los Servicios Informativos y Jefe de Informativos no diarios. Ha impartido clases en la Universidad del País Vasco en la Facultad de Ciencias de la Información.

## Biografía
David Barbero nació el 26 de junio de 1944 en Grijalba, provincia de Burgos en Castilla y León, España. Vivió durante su infancia y juventud en Miranda de Ebro. Se licenció en Filosofía y letras y en periodismo por la Universidad Complutense de Madrid en 1970. Al finalizar los estudios se trasladó a Bilbao en Vizcaya, País Vasco, afincándose allí.
Entre los años 1973 y 1977 desarrollo labores de redactor en el periódico bilbaíno El Correo y en el madrileño Informaciones. En 1977 participó en la fundación del periódico Deia en donde ejerció como redactor jefe hasta el año 1982. Ese año se sumó al proyecto de la puesta en marcha de Euskal Telebista (Televisión Vasca) siendo de los pioneros en su redacción. 
En 1990 participó en la fundación del periódico El Mundo del País Vasco que dirigió hasta el año 1992. También ha sido corresponsal de varias revistas.
El 26 de junio de 1992 se incorporó nuevamente en la redacción de Euskal Telebista integrándose en la redacción de informativos en la que llegó a ocupar los cargos de redactor jefe de los Servicios Informativos y Jefe de Informativos No Diarios y dirigir y presentar programas, tanto de información diaria, como el informativo Teleberri, como no diaria como El punto, magazines como Entrada libre, debates comoEl otro punto de vista y entrevistas comoAl hilo de la noticia o Forum. También tomó parte en el equipo de guionistas de la telenovela de producción propia en euskera Goenkale.
Fue fundador de la Facultad de Ciencias de la Información de la Universidad del País Vasco en donde ha sido profesor y ha pertenecido a la Junta Rectora.
En su faceta de escritor ha destacado como dramaturgo consiguiendo varios premios de renombre. También ha escrito novela, poemas sinfónicos y libretos para musicales.

## Premios obtenidos
- 1986, Accésit del Lope de Vega, del ayuntamiento de Madrid por la obra El equipo femenino de la calle once.

- 1988, Segundo del ciudad de Palencia por la obra Gambito de Dama.

- 1990, Francisco Avellaneda, del gobierno vasco por la obra Un hombre muy enamorado.

- 1991, Calderón de la Barca, del Ministerio de Cultura de España por la obra La vida imposible de Marilyn.

- 1996, Premio GEMNA para textos teatrales, por la obra Nietísima.

- 1999, Premio Rojas Zorrilla de Teatro, de la ciudad de Toledo por la obra Charlot, en el país de la libertad.

- 2002, Pluma de plata de la feria del libro de Bilbao por el conjunto de su obra.

- 2006, Premio de teatro Alejandro Casona de la consejería de Cultura del gobierno del Principado de Asturias por su obra Piguernicasso.[2]

- 2006, Premio de teatro Antonio Buero Vallejo, que concede el Ayuntamiento de Guadalajara por su obra Piguernicasso.[3]

## Obras

### Teatro
- La vida imposible de Marilyn (1990).
- Un hombre muy enamorado (1989. Estrenada).
- Gambito de dama (1986).
- El equipo femenino de la calle Once (1985).
- Nietísima (1989. Estrenada).
- Charlot, en el país de la libertad (1997).
- Cantata de Adán y Eva (2000).
- Intimidades (2001).
- El gordo que se enamoró de Betty Boop (1983).
- El peor enemigo de la mujer (1993).
- Daniela quiere rectificar (1991).
- El gato rojo (1995).
- Tigres de fresa (1998).
- Nunca es tarde (1990. Estrenada).
- El descubrimiento al revés.
- Cenicienta, la roja (1995).
- Yo no maté a mi hermano Abel (1987).
- Piguernicasso.
- El huevo (no era) de Colón (1991).
- Dos y dos son tres (1992).
- El día de Santa Magdalena (1996).
- Historias negras de mujeres blancas (1998).
- La vida es cuento (1998).
- Profesionales masculinos (1999).
- Una mujer muy enamorada (2002).
- Doña Juana de Tenorio (2004).
- Misa de Boda (2005).

### Novela
- La peregrina (2003).
- Isla pequeña del Sur (2005).
- Hannah, la hija del Altísimo (inédita).
- En el nombre de la madre (inédita).
- Yo no maté a mi hermano Abel (inédita).

### Obra colectiva
- Las confesiones.

### Musicales
- Los leones de Miranda (1998, oratorio).
- El último rabino de Aquende (ópera).
- Cenicienta la Roja (ópera).
- Evitango (2000, cabaret satírico).
- Adiós, bigotillo, adiós (2003, cabaret satírico).
- Vuelve, bigotillo, vuelve (2009, cabaret satírico). Estrenada el 5 de abril de 2010 por Banarte Antzerki Taldea.
- Letizienta (2004, cabaret satírico).
- Grijalba tiene nombre de mujer (1999).
- Bilbao, antes de ser villa (1999).
- Cama redonda (2001).
- En Burgos y con amor (2002).[1]